# Ronny Huybrechts
Ronny Huybrechts (Antwerpen, 20 juni 1965) is een Belgisch darter.

## Carrière

### 1989–2018
Ronny Huybrechts won de Belgium Masters in 2010 en haalde goud in het Belgisch Nationaal Kampioenschap in 2009, 2010 en 2011. Hij is de oudere broer van Kim Huybrechts met wie hij een team vormde in de World Cup of Darts 2013, 2014, 2015 en 2016. Ze eindigden in 2013 na verlies in de finale tegen het Engeland van Phil Taylor en Adrian Lewis als tweede.
In de derde ronde van het UK Open van 2013 speelde Huybrechts in de derde ronde tegen Phil Taylor. Hij won in deze wedstrijd geen enkele leg en werd met de cijfers 0-9 verslagen.
Ronny Huybrechts plaatste zich ook voor het European Darts Championship van 2013. In de eerste ronde trof hij Stuart Kellett die hij met een ruime 3-6 versloeg. In de tweede ronde trof Huybrechts wederom Phil Taylor. Deze keer liet Huybrechts in zijn wedstrijd goed spel zien en kon hij profiteren van Taylors mindere vorm. Vanaf het begin trok Huybrechts al de wedstrijd naar zich toe door op een 1-5 voorsprong te komen. Taylor deed nog wat terug, maar bij een stand van 9-5 gooide Huybrechts een finish van 104 waarmee hij Phil Taylor uit het toernooi gooide. In de kwartfinale trof Huybrechts Robert Thornton, die zijn partij eveneens verrassend won van Raymond van Barneveld. Na een wedstrijd die vrijwel gelijk op ging, slaagde Huybrechts er toch in om zijn voorsprong, die hij al sinds het begin van de wedstrijd had, te behouden. In de halve finale trof Huybrechts de winnaar van het jaar ervoor, Simon Whitlock. Whitlock brak Huybrechts meteen in de eerste leg en die voorsprong wist Whitlock tot het einde te bewaren. Wel had Huybrechts in de 17e leg de kans om in breaks gelijk te komen, maar hij miste de dubbel, wat meteen werd afgestraft door Whitlock. Met 7-11 was het Whitlock die door ging naar de finale.

### 2018–heden
Huybrechts nam deel aan zijn laatste WK (tot nu toe) in 2018.
In 2023 won Huybrechts zijn PDC-tourkaart terug door als 5e op de Order of Merit van Q-School te eindigen, wat ruim genoeg was. Na twee jaar moest Huybrechts zijn tourkaart weer inleveren aangezien hij niet in de top 64 van de PDC Order of Merit stond, waardoor hij besloot te stoppen met professioneel darten.

## Resultaten op Wereldkampioenschappen

### WDF

#### World Cup
- 2007: Laatste 64 (verloren van Michael Rosenauer met 0-4)
- 2009: Laatste 128 (verloren van Beau Anderson met 3-4)
- 2011: Laatste 64 (verloren van Gary Elliott met 1-4)

### PDC
- 2014: Laatste 64 (verloren van Kim Huybrechts met 1-3)
- 2015: Laatste 32 (verloren van  Peter Wright met 1-4)
- 2016: Laatste 32 (verloren van  Peter Wright met 0-4)
- 2017: Laatste 64 (verloren van James Wade met 0-3)
- 2018: Laatste 64 (verloren van Daryl Gurney met 1-3)

## Resultaten op de World Matchplay
- 2013: Laatste 32 (verloren van Adrian Lewis met 5-10)